# Олійник Михайло Іванович
Олі́йник Миха́йло Іва́нович (29 вересня 1908, Заруцьке — 15 жовтня 2000, Київ) — радянський офіцер, Герой Радянського Союзу, в роки радянсько-німецької війни старшина 339-го гвардійського мінометного дивізіону 100-го гвардійського мінометного полку 3-ї гвардійської армії Південно-Західного фронту, гвардії старшина.

## Біографія
Народився 29 вересня 1908 року в селі Заруцьке (нині Глухівського району Сумської області) в селянській родині. Українець. Член КПРС з 1932 року. Закінчив сім класів. Працював трактористом у колгоспі.
У 1930 році призваний до лав Червоної Армії. У 1933 році демобілізувався. Вдруге призваний в серпні 1942 року. У боях радянсько-німецької війни з вересня 1942 року.
З 10-го по 24 лютого 1943 року в складі кавалерійського корпусу брав участь у рейді по тилах ворога в районі міста Дебальцеве Донецької області. Коли гітлерівці спробували відсікти мінометників від основних сил, вогнем з кулемета прикрив відхід дивізіону. Активно діяв при прориві дивізіону з оточення.

Могила Михайла Олійника

Після закінчення війни продовжував службу в армії. З 1954 року майор М. І. Олійник — в запасі. Жив у Києві. Помер 15 жовтня 2000 року. Похований у Києві на Міському кладовищі «Берківці».

## Нагороди
Указом Президії Верховної Ради СРСР від 21 квітня 1943 року за зразкове виконання бойових завдань командування і проявлені при цьому мужність і героїзм гвардії старшині Михайлу Івановичу Олійнику присвоєно звання Героя Радянського Союзу з врученням ордена Леніна і медалі «Золота Зірка» (№ 942).
Нагороджений орденом Леніна, орденом Червоного Прапора, двома орденами Вітчизняної війни 1-го ступеня, двома орденами Вітчизняної війни 2-го ступеня, двома орденами Червоної Зірки, медалями.